# Лучно-чорноземні ґрунти
Лучні ґрунти формуються під пологом трав’яної лугової рослинності в гідроморфних умовах при близькому заляганні підґрунтових вод  1 - 2 м і об’єднують два підтипи: лучні та лучні алювіальні. 
Лучні ґрунти залягають по дну балок, по улоговинах в межах плато, а алювіальні лучні – по заплавах річок. 
Лучні ґрунти характеризуються оглеєністю не тільки материнських порід, як у лучно-чорноземних ґрунтів, а й нижнього перехідного горизонту, що є наслідком більш високого рівня підґрунтових вод. 
Лучні ґрунти мають добре розвинутий, добре гумусований профіль, який складається з таких горизонтів: Н+Нр+НРgl+Рgl, які, до того ж часто солончакові або солонцюваті.
Чорноземно-лучні ґрунти поширені на терасових рівнинах і низьких вододілах лісостепової і степової зон (близько 3% ріллі колгоспів і радгоспів), поліських ландшафтах на низьких давніх терасах річок, делювіальних шлейфах. Їхніми материнськими породами є звичайно делювій лесовидних суглинків і крейдових мергелів. При суглинистому механічному складі верхні горизонти мають зернисту структуру.
Ці ґрунти подібні до чорноземів, але відрізняються від них близьким до поверхні заляганням ґрунтових вод та оглеєнням  ґрунтоутворювальної породи. Вони мають значну кількість гумусу (до 6-8%), нейтральну реакцію ґрунтового розчину, насичені кальцієм і магнієм. Серед них часто трапляються засолені відміни, що зумовлено солоними ґрунтовими водами. У північному лісостепу засолення содове, у південному — сульфатне, а в степовій зоні — хлоридно-сульфатне.
Засолені відміни лучно-чорноземних ґрунтів мають знижену родючість, що пов'язано з їх гіршими фізичними властивостями (безструктурністю, в'язкістю і запливанням при зволоженні) та неглибоким заляганням підгрунтових вод з легкорозчинними солями.
Вони являють собою перехідну ланку ґрунтового покриву між чорноземами і лучними ґрунтами. Їхніми особливостями, якими вони відрізняються від чорноземів, є періодичне зволоження підґрунтовими водами, що зумовлює низку ознак, не властивих чорноземам (той чи інший ступінь оглеєння нижньої частини профілю, дещо більшу гумусність тощо).
За глибиною профілю вони є неоднорідними. Переважають глибокі, часто намиті, слабовилужені.
Механічний склад чорноземно-лучних ґрунтів досить різноманітний, але найбільше поширені пилувато-легкосуглинкові відміни. За фізичними і фізико-хімічними властивостями чорноземно-лучні ґрунти аналогічні чорноземам, а за вмістом гумусу часто перевершують їх, що й зумовлює високу родючість. Це найкращі ґрунти для городини та інших інтенсивних сільськогосподарських культур. Використовуються як сінокісні угіддя.
Деякі масиви цих ґрунтів треба дренажувати.